# 秘境冒険小説
秘境冒険小説（ひきょうぼうけんしょうせつ）、秘境探検小説（ひきょうたんけんしょうせつ）は、秘境を舞台にした冒険小説であり、文明から時間的・場所的に隔絶された新たな世界を発見することをプロット上の要とする。失われた世界（ロスト・ワールド、英: Lost World）とも呼ばれ、ファンタジーやサイエンス・フィクションの作品も含まれる。ヴィクトリア朝後期の騎士道物語のサブジャンルとして始まり、その後も人気が続いている。
このジャンルが生まれたのは、エジプトの王家の谷の多数の墓、半ば神話と思われていたトロイの要塞、ジャングルに囲まれたマヤのピラミッド、アッシリア帝国の都市など、世界中で失われた文明の魅力的な名残が発見されていた時代である。したがって、ヴィクトリア朝の冒険家が考古学的発見をしたという現実の物語が大衆の想像力を捕らえることに成功した。1871年から第一次世界大戦までの間に、様々な大陸を舞台にしたロストワールドものの出版数は劇的に増加した。似たようなテーマとして、エル・ドラードのような「伝説の王国」もある。

## 歴史と作品

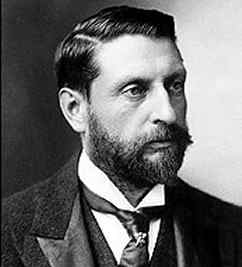
ヘンリー・ライダー・ハガード

### 発生と広がり
19世紀イギリスでは、スエズ運河の開通や、アルプス山脈のモン・スニー・トンネル開通などの交通網の発達により観光の人気が高まり、またリヴィングストンによるアフリカ大陸探検や、リヒトホーフェンの中国地質調査といった地理学上の発見、北極・南極探検などへの関心が、ロンドン万国博(1851年)の影響もあって高まりつつあった。その中で人気を集めたL.R.スティーヴンソン『宝島』（1883年)に影響を受けて、ヘンリー・ライダー・ハガードが書いたアフリカ奥地を舞台にした冒険小説『ソロモン王の洞窟』(1885年) が、秘境冒険小説の起源とされることがある。ハガードは続いて、同じアラン・クォーターメンを主人公とするシリーズや、中央アフリカで不死の女王に出会う『洞窟の女王』などを発表した。
フランスではジュール・ベルヌ『気球に乗って五週間』(1863年)や、『地底旅行』(1864年)など科学の可能性を強調した冒険小説に人気があった。ピエール・ブノア『アトランティード』(1919年)もハガードのスタイルの作品とされる。ドイツではカール・マイが1876年から近東、南米、北米、東洋などを舞台にした異国趣味溢れる冒険小説を数多く書いて、国民作家と呼ばれるほどの人気となった。

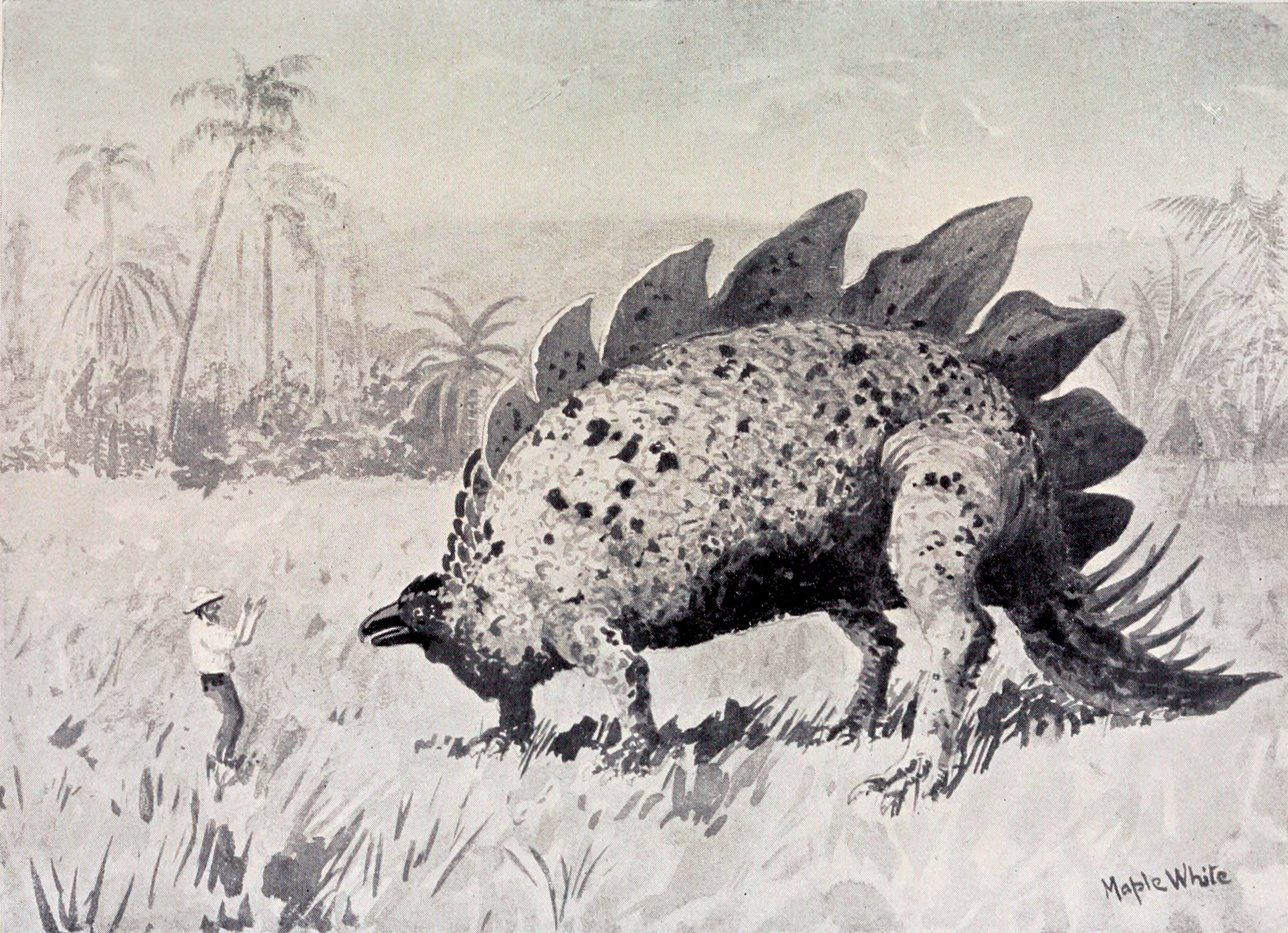
『失われた世界』(1912年) の挿絵

古生物学への興味から書かれたコナン・ドイル『失われた世界』(1912年)は、南米の奥地に恐竜の生き残りがいるというアイデアの秘境冒険ものであり、以後この種の作品は「ロスト・ワールド」ものと呼ばれるようになった。ドイルはハガードを意識して歴史小説を書いたが、二人とも「イギリスの騎士道精神を基調にしている」ことで共通していた。またこの後、エドガー・ライス・バローズの『時間に忘れられた国』(1918年)や、エイブラハム・メリットの『ムーン・プール』(1918年)なども書かれた。『失われた世界』は1915年に映画化もされ、1933年には南洋の孤島を舞台にした映画『キング・コング』も公開された。
ベルヌの『海底二万里』(1870年)や、続いて発表されたイグナチウス・ドネリー『アトランティス-大洪水以前の世界』(1882年)、ヘレナ・P・ブラヴァツキー『秘密教義』(1888年)により、アトランティス、ムー、レムリアなど古代の失われた大陸への関心が高まり、1885年から1930年にかけてアトランティス小説と呼べるような作品が多数刊行された。

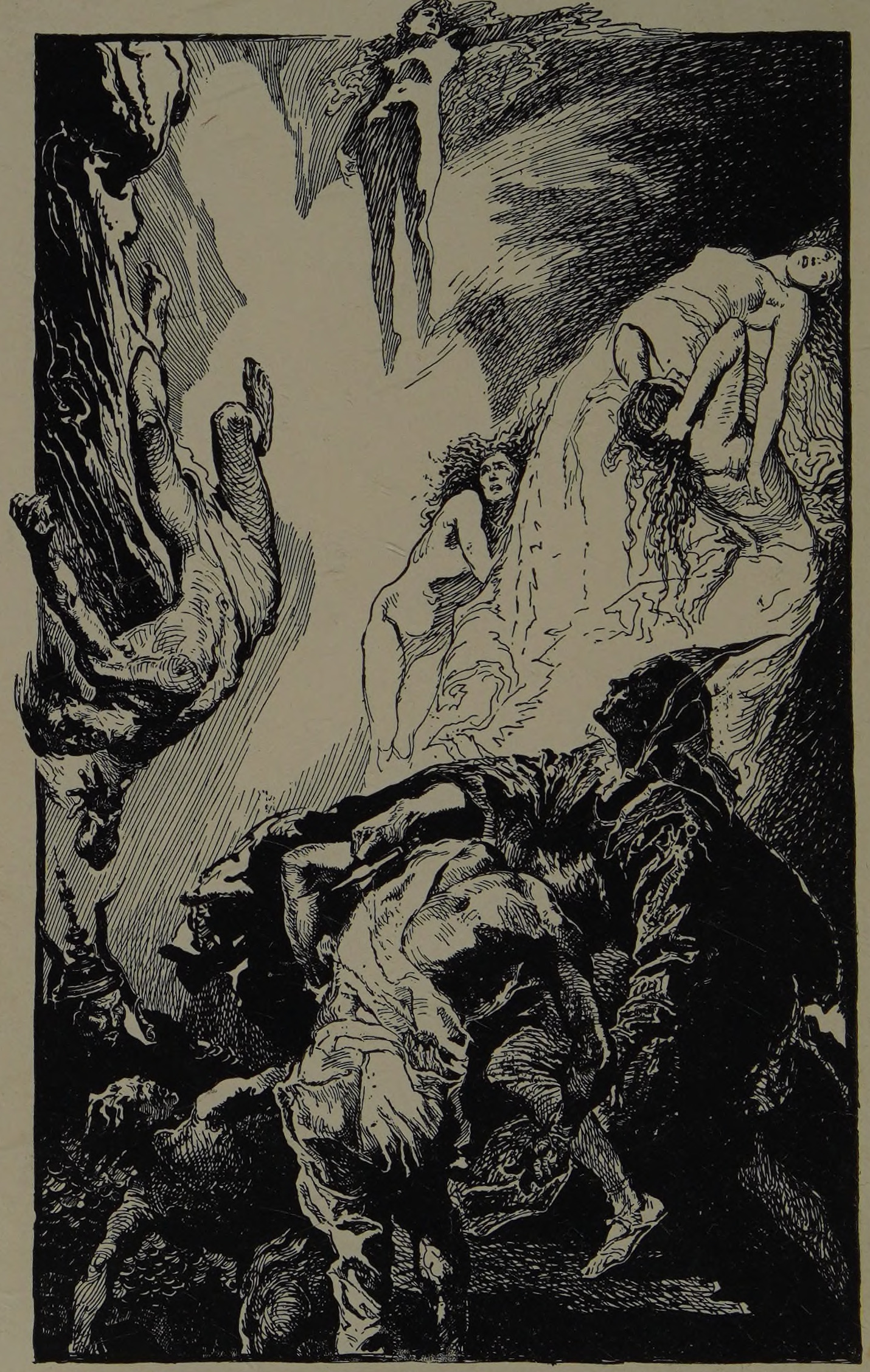
『ムーン・プール』表紙

### 様々な起源
孤島での生活を題材にしたのはダニエル・デフォー『ロビンソン漂流記』(1719年)であり、これを意識して風刺の物語として書かれたのがジョナサン・スウィフト『ガリヴァー旅行記』(1726年)である。サミュエル・バトラーの『エレホン - 山脈を越えて - 』(1872年) も、冒険よりもスウィフト風の社会風刺をテーマとしている。シモン・ティソ・ド・パトの『ジャック・マッセの旅と冒険』(1710年)は、先史時代の動植物を描いている。ロバート・ポルトックの『ピーター・ウィルキンズの生涯と冒険』(1751年) は、デフォーとスウィフトに影響を受けた18世紀の空想的航海を描いており、主人公が険しい峰で囲まれた絶海の孤島で翼を持つヒト型の種を発見する物語である。
未知の土地にユートピアを発見するという物語は、トマス・モア『ユートピア』(1516年)に始まり、ジェームズ・ヒルトン『失われた地平線』(1933年)ではチベット奥地にシャングリラと呼ばれる理想郷を発見する。
地球空洞説については、地球内部の理想郷を描く、ジョン・クリーブス・シムズの『シムゾニア・ある発見航海』(1823年)があり、こちらがロストワールドものの起源とされることもある。エドガー・アラン・ポー『ナンタケット島出身のアーサー・ゴードン・ピムの物語』(1838年) は、海洋での様々な冒険ののちに地球内に向かう穴の存在を示唆しており、これがベルヌ『地底旅行』や、バローズ「ペルシダー・シリーズ」(1922-63年)にも影響を与えた。
高山宏は、17世紀以降はシノワズリー（支那趣味）、エジプトロジー（エジプト学）が流行しており、1790年にジェイムズ・ブルースの冒険紀行『ナイル川の水源を見い出す旅。1768-73』がコールリッジ『クーブラ・カーン』やポーに影響を与えたとされ、またこの頃ロゼッタ・ストーンの発見、解読があったことも、エジプトをはじめとする文明の起源の探求、オリエンタリズムが文芸のテーマとされるようになったと指摘し、またハイデガーの「偶然に身をゆだねよう、そうすれば全一のことばが究極の意味の『中心』へと汝を導く」という言葉が『地底旅行』のメッセージであり、「『ロースト・ワールド』は汝がこれを開けない限りにおいて『失われた』世界であるのに過ぎない」と述べている。
恐竜が地上のどこかに生き残っているというアイデアは、19世紀初めの恐竜の化石発掘熱や、19世紀中頃にアメリカのゴールドラッシュとともに起きた、バーナム・ブラウンが『屋根裏の恐竜たち』で「大いなる恐竜ゴールドラッシュ」と呼んだ地層発掘熱とともに、チャールズ・ダーウィン『ビーグル号航海記』(1839,45年)の「ガラパゴス群島」の章で、ここに生息する爬虫類にかつて中生代に存在した巨大な生物を重ね合わせていることとの関連の指摘もあり、またレイ・ブラッドベリの短編小説「霧笛」(1951年)（1953年『原子怪獣現わる』として映画化）のように、現代の人間世界に恐竜が現れるという作品にも受け継がれている。

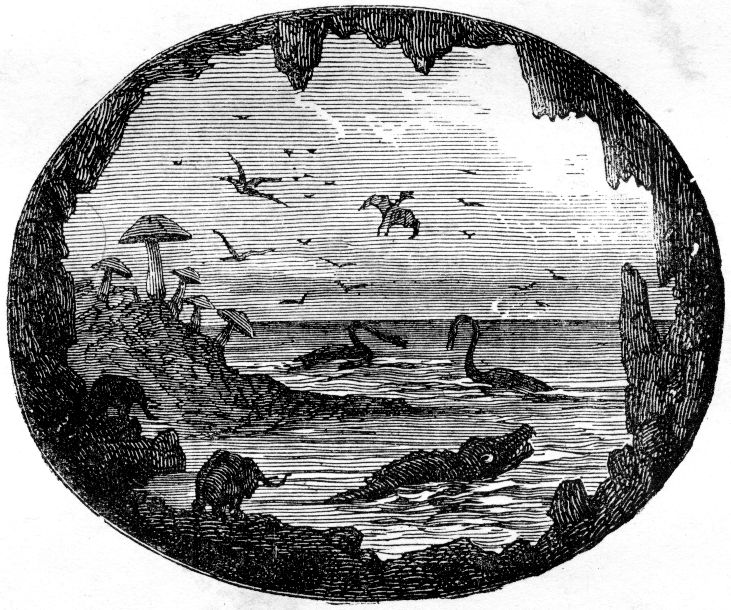
『地底旅行』挿絵

### 日本の作品
日本では明治時代以降の南進論の影響により、矢野龍渓『浮城物語』(1890年)や、押川春浪のインド洋やシベリアが舞台として登場する『海底軍艦』(1900年)などの冒険小説が書かれた。また明治後半には、福島中佐のシベリア単騎横断や、郡司大尉の千島渡航、河口慧海のチベット旅行、白瀬中尉の南極探検などの、現実の冒険が「日本人の異域に対するロマンティシズムをかきたてた」。
春浪の影響による羽化僊史『新海底旅行』(1905年)や、江見水蔭『少年探検隊』なども書かれ、押川春浪の創刊した『冒険世界』などで秘境冒険小説は興隆するが、春浪が1914年に死去し、第一次世界大戦を契機とした科学技術の向上や大正デモクラシーの影響で、春浪のような武断的な冒険小説の読者は減少していく。
1923年に、ボルネオ島で地底人の秘宝を求める探検を描いた国枝史郎『沙漠の古都』が書かれる。また橘外男『怪人シプリアノ』(1937年)、続いて雑誌『新青年』で、1939年に久生十蘭『地底獣国』、小栗虫太郎の『有尾人』をはじめ折竹孫七を主人公とする「人外魔境」シリーズの連作が発表された。
また蒙古から南アメリカまで続く地帝国を描いた蘭郁二郎『地底大陸』(1938年)や、高橋鉄の世界神秘郷シリーズなども書かれている。
戦後になってからは、香山滋が『オラン・ペンデクの復讐』(1947)や、『エル・ドラドオ』(1948年)、『ソロモンの桃』(1948)などの人見十吉シリーズなど多くの秘境探検小説を執筆。種村季弘は香山滋「オラン・ペンデク後日譚」について「甲殻類ばかりではなく人間も、逆進化、もしくは幼年期退行の兆候を示す」ことが「母体還帰衝動に結びつく」として、「この近親相姦願望にもとづく受動的な内包状態への憧れを地理的次元におきかえたのが、いわゆる秘境魔境の類」であると論じた。また渡辺啓助『二十世紀の怪異』(1963年)は秘境冒険小説風の推理小説集。黒沼健は『秘境物語』(1957年)などの秘境ものノンフィクションで人気を博した。
少年向け作品としても、南洋一郎『吼える密林』(1932年)、『海洋冒険物語』(1935年)や、山川惣治の絵物語『少年ケニヤ』(1951年)などが人気となった。

### 現代的作品
ジェイムズ・ブリッシュ『暗黒大陸の怪異』(1962年)では、コンゴ奥地で鉱物の違法採掘を行う部落の探索で恐竜が現れる。イアン・キャメロン『謎の類人猿を求めて』(1972年)では、アンデス山中で不死人や恐竜の住む古代都市に潜入する。
マイケル・クライトンは、『失われた黄金都市』(1980年) でこのジャンルを復活させた。コンゴの奥地にある失われたジャングル文明ジンジの古代都市、そしてそこに眠るソロモン王の財宝を探す物語である。クライブ・カッスラーはダーク・ピットシリーズ(1973年-)をはじめとした、最新設備による海洋や古代遺跡を舞台にした冒険小説を執筆している。
1990年代になるとジェームズ・ガーニーが「ダイノトピア」と呼ばれる地図にない島を舞台にしたジュブナイル小説シリーズを出版している。その島では人類と恐竜が共存している。ルーディ・ラッカー『空洞地球』(1990年)では、『ナンタケット島出身のアーサー・ゴードン・ピムの物語』の設定から、地球内部のもう一つの地球を探検する。ジェームズ・ロリンズ『地底世界 サブテラニアン』(1999年)は南極の地底世界の冒険を描いている。

日本では、山田正紀による『崑崙遊撃隊』(1976年)ではゴビ砂漠でサーベルタイガーの住む幻の村にたどり着く。『ツングース特命隊』(1985年)ではシベリア奥地での大爆発を調査に向かい恐竜の住む洞窟世界にたどり着く。『魔境密命隊』(1985年)ではイラン・イラク戦争の謀略作戦中に古代生物の住む地底世界に迷い込む。田中光二『ロストワールド2』(1980年)は、ドイル『失われた世界』のチャレンジャー教授一行が古代インカの幻の都市を探索し、『新・ソロモン王の宝窟』(1987年)、『吼える密林 アフリカ竜を探せ』(1988年)などの作品もある。今日泊亜蘭「怪獣大陸」(1978年)は南極探検隊が恐竜に遭遇する。菊地秀行『エイリアン魔獣境』(1983年)はアマゾン奥地の幻の王国で次々に奇妙な敵と対峙する。栗本薫『魔境遊撃隊』(1984年)では、謎の遺跡の残る南洋の孤島を探検する。川又千秋は、南洋の未知の島々を舞台にした『海神の逆襲』(1979年)や、『赤道の魔界』(1980年)、『幻獣の密使』(1981年)などを書き、これら現代における秘境冒険小説について笠井潔は、地図にない国々をSF的手法で描き出すことで「喪われた「秘境」を再発見し、さらに19世紀的な秘境冒険小説のなかに私たちが見出す近代のというこの時代への「息苦しさ」からの解放感を、再現し、追体験すべきもの」と評した。邦光史郎『地底の王国』(1987年)はバリ島の地底にある世界へ有尾人を探索に行く。横田順彌『人外魔境の秘密』(1991年)は押川春浪を主人公に、ドイル『失われた世界』の舞台を探検する。芦辺拓『地底獣国の殺人』(1997年)ではトルコのアララト山が冒険の舞台となっている。
ロストワールドものは小説以外にも存在する。テレビゲームでは『トゥームレイダー』とその続編が有名である。映画では「インディ・ジョーンズ シリーズ」のコンセプトがロストワールドものに近い。